# سیمونه پافوندی
سیمونه پافوندی (انگلیسی: Simone Pafundi؛ زادهٔ ۱۴ مارس ۲۰۰۶) بازیکن فوتبال اهل ایتالیا است.
وی همچنین در تیم‌های ملی فوتبال زیر ۱۶ سال ایتالیا، زیر ۱۷ سال ایتالیا، زیر ۲۰ سال ایتالیا، و ایتالیا بازی کرده‌است.

## دوران ملی
در نوامبر ۲۰۲۲، او اولین دعوت رسمی خود را به تیم ملی بزرگسالان برای دو بازی دوستانه مقابل تیم‌های ملی آلبانی و اتریش دریافت کرد. او سرانجام در ۱۶ نوامبر ۲۰۲۲ و در سن ۱۶ سالگی اولین بازی خود را برای آتزوری انجام داد و در دقایق پایانی مقابل آلبانی به میدان رفت و به این ترتیب تبدیل به سومین بازیکن جوان تاریخ تیم ملی ایتالیا و جوانترین بازیکن تاریخ ایتالیا در ۱۰۰ سال اخیر شد.